# Целетна вулиця
Ву́лиця Целе́тна (чеськ. Celetná ulice) — одна з центральних вулиць столиці Чехії міста Праги; нині є пішохідною зоною, популярною в туристів.
Свою назву вулиця дістала від назви пекарні цалтнерш (чеськ. caltnéř), що пекли в ній своїй вироби, що називалися «цалта» (чеськ. calta).

## Загальні та історичні дані
Вулиця Целетна пролягає від Порохової брами на площі Республіки до Староміської площі. Довжина вулиці становить близько 400 метрів.
Історично Целетна була першою складовою так званої «Королівської дороги» (чеськ. Královská cesta), яка веде до Празького Граду.
У теперішній час вулиця є пішохідною, тоді як раніше нею їздили трамваї. Вулиця нині є популярним місцем для прогулянок пражан і туристів.

## Головні споруди
- Будинок «У Чорної Божої Матері» (чеськ. Dům U Černé Matky Boží) — на розі з Овочевим ринком;
- Будинок «У трьох королівен» (чеськ. Dům U tří královen) — № 3, тут у 1896—07 роках жив письменник Франц Кафка;
- Пахтовський палац (чеськ. Pachtovský palác) — № 31, фасад виконав Кіліан Ігнац Дінценгофер;
- Грзанський палац (чеськ. Hrzánský palác) — № 12, оздоблення виконав Фердинанд Максиміліан Брокофф (Ferdinand Maxmilián Brokoff);
- Мангардтський будинок (чеськ. Manhardtský dům) — № 17, тут міститься Театр на Целетній (чеськ. Divadlo v Celetné) та інститут мистецтв.